# San Francisco Lachigoló
San Francisco Lachigoló là một đô thị thuộc bang Oaxaca, México. Năm 2005, dân số của đô thị này là 1920 người.